# (26677) 2001 EJ18
2001 إي جاي 18 (ويعرف أيضًا باسم (26677) 2001 إي جاي 18 وفق تسمية الكوكب الصغير) (بالإنجليزية: 2001 EJ18)‏ هو كويكب ضمن حزام الكويكبات؛ وترتيبه 26677 من حيث الاكتشاف.
اكتُشف هذا الجُرم الفلكي بواسطة بحث لنكولن عن الكويكبات القريبة من الأرض في 15 مارس 2001.

## وصلات خارجية
- (26677) 2001 EJ18 في قاعدة بيانات مختبر الدفع النفاث لأجرام النظام الشمسي الصغيرة

- الاكتشاف · مخطط المدار ·  العناصر المدارية · المعلمات المادية

- (26677) 2001 EJ18 على موقع ويكي سكاي: DSS2, SDSS, GALEX, IRAS, Hydrogen α, X-Ray, Astrophoto, Sky Map, Articles and images